# Gabala roseoretis
Gabala roseoretis är en fjärilsart som beskrevs av Kobes 1983. Gabala roseoretis ingår i släktet Gabala och familjen trågspinnare. Inga underarter finns listade i Catalogue of Life.